# یوروفلگ
یوروفلگ (انگلیسی: Euroflag) شرکت هوافضای ایتالیایی است، که در سال ۱۹۹۹ تأسیس شد.